# Peresós didàctil
Les dues espècies existents de peresosos didàctils (Choloepus) són el peresós didàctil comú i el peresós didàctil de Hoffmann. Ambdues espècies tenen tres dits als peus i dos a les mans. Són els únics membres del gènere Choloepus i els únics membres de la família Choloepodidae. Fins al 2019 eren classificats com a únics representants vivents de la família dels megaloníquids. Estan estretament emparentats amb els petits i generalment més lents peresosos tridàctils. Els dos tipus de peresosos tendeixen a ocupar els mateixos boscos.
Els peresosos didàctils tenen períodes de gestació d'uns 10 mesos. Les cries neixen amb urpes. Els peresosos didàctils passen la major part de la seva vida penjats dels arbres. Són més actius que els peresosos tridàctils. La temperatura del seu cos depèn de la temperatura ambiental. Mengen fruites, nous, baies, escorces i ocasionalment petits rosegadors. Juntament amb els peresosos tridàctils i els manatís, són els únics mamífers vivents que no tenen set vèrtebres cervicals.